# Nazionale femminile di pallavolo di Singapore
La nazionale femminile di pallavolo di Singapore è una squadra asiatica ed oceaniana composta dalle migliori giocatrici di pallavolo di Singapore ed è posta sotto l'egida della Federazione pallavolista di Singapore.

## Rosa
Segue la rosa delle giocatrici convocate per l'AVC Challenge Cup 2024.
| N° | Nome                   | Ruolo | Data di nascita   | Squadra   |
| -- | ---------------------- | ----- | ----------------- | --------- |
| 2  | Nadja Kim Schmidt      | P     | 22 aprile 2005    | -         |
| 4  | Tzak Hshin Natalie Lai | S     | 24 settembre 2004 | -         |
| 7  | Yao Yi Chan            | P     | 29 novembre 2000  | -         |
| 8  | Adeline Shu Qi Sim     | L     | 17 giugno 2002    | -         |
| 10 | Wen Qi Fu              | S     | 30 ottobre 2006   | -         |
| 11 | Kai Wen Karen Yeo      | O     | 13 ottobre 2003   | -         |
| 12 | Yue Ting Rachel Lau    | S     | 9 agosto 1995     | -         |
| 13 | Jolyn Xin Yi Chua      | S     | 13 gennaio 2004   | -         |
| 14 | Yi Yin Ethel Siow      | S     | 22 settembre 2003 | Hobby Ace |
| 15 | Annika Rylie Tan       | P     | 2 aprile 2009     | -         |
| 16 | Sher Ning Felicia Tan  | L     | 16 agosto 1999    | -         |
| 19 | Yun Jie Gan            | O     | 7 aprile 1999     | -         |
| 20 | Xin Rui Jolis Aw       | C     | 11 marzo 2005     | -         |
| 21 | Sofi Arini Binte Azni  | C     | 14 luglio 2005    | -         |

## Risultati

### Competizioni AVC
| 1975 | non qualificata | -            |
| 1979 | non qualificata | -            |
| 1983 | non qualificata | -            |
| 1987 | 8º posto        | Convocazioni |
| 1989 | non qualificata | -            |
| 1991 | non qualificata | -            |
| 1993 | non qualificata | -            |
| 1995 | non qualificata | -            |
| 1997 | non qualificata | -            |
| 1999 | non qualificata | -            |
| 2001 | non qualificata | -            |
| 2003 | non qualificata | -            |
| 2005 | non qualificata | -            |
| 2007 | non qualificata | -            |
| 2009 | non qualificata | -            |
| 2011 | non qualificata | -            |
| 2013 | non qualificata | -            |
| 2015 | non qualificata | -            |
| 2017 | non qualificata | -            |
| 2019 | non qualificata | -            |
| 2023 | non qualificata | -            |

| 2022 | 5º posto        | Convocazioni |
| 2023 | non qualificata | -            |
| 2024 | 10º posto       | Convocazioni |